# Жилкин, Геннадий Владимирович
Геннадий Владимирович Жилкин (укр. Геннадій Володимирович Жилкін; род. 3 августа 1969, Днепропетровск) — советский и украинский футболист, игравший на позиции вратаря. Играл в высших дивизионах Украины, Израиля, России, Казахстана и Белоруссии.

## Биография

### Клубная карьера
Воспитанник днепропетровского футбола. В 1988 году призван в армию и направлен в одесский СКА, в его составе дебютировал в официальных матчах на взрослом уровне. В 1990 году вернулся в «Днепр» и за два следующих сезона провёл в его составе две игры в Кубке СССР и три матча в Кубке Федерации. Большую часть последнего сезона чемпионата СССР отыграл в составе херсонского «Кристалла», в котором был основным вратарём.
После образования независимого чемпионата Украины подписал контракт с запорожским «Торпедо», но игроком основы не стал. Первый матч в высшей лиге сыграл в последнем туре чемпионата, 9 июня 1992 года против винницкой «Нивы» (1:3), а также провёл один матч в Кубке Украины. Первый круг сезона 1992/93 снова провёл в Херсоне, а затем за три года сменил несколько команд, ни в одной из которых не смог закрепиться. В том числе выступал в клубе высшего дивизиона Израиля «Маккаби» (Петах-Тиква). Весной 1995 года был основным вратарём винницкой «Нивы».
Летом 1995 года перешёл в новороссийский «Черноморец». Единственный матч в чемпионате России сыграл 15 августа 1995 года против «КамАЗа» (2:1). Ещё до окончания летнего трансферного окна покинул команду и вернулся на Украину.
В последующие годы голкипер также часто менял команды, в том числе выступал в высшей лиге Украины за кировоградскую «Звезду» и в России за тульский «Арсенал». В 1998 году стал победителем зоны «Восток» второй лиги России в составе красноярского «Металлурга», приняв участие во всех 30 матчах своей команды. В 2000—2001 годах выступал за «Актобе-Ленто», с этой командой вышел из первой казахстанской лиги в высшую, позднее играл в Казахстане за «Кайсар». В 2002 году был в составе латвийского «Динабурга», но не выходил на поле. Затем три сезона провёл в белорусских командах, играл в высшей лиге за «Молодечно» и в первой — за «Торпедо-Кадино». Последним профессиональным клубом для вратаря стал криворожский «Горняк», игравший во второй лиге Украины.
Всего в высшей лиге Украины сыграл 48 матча.

### Тренерская карьера
Работал тренером вратарей в клубах «Оболонь», «Кривбасс», «Металлург» (Донецк) и российской «Мордовии», в каждом из этих клубов был помощником Юрия Максимова.
С 2015 года работал тренером вратарей в любительском клубе «Колос» (Зачепиловка), играющем в чемпионате Харьковской области.

## Семья
Сын, Антон Жилкин, также профессиональный футболист